# Abeilhan
Abeilhan (okzitanisch: Abelhan) ist eine französische Gemeinde mit 1.824 Einwohnern (Stand: 1. Januar 2022) im Département Hérault in der Region Okzitanien (bis 2015: Languedoc-Roussillon). Sie gehört zum Arrondissement Béziers und zum Kanton Pézenas. Die Einwohner werden Abeilhanais genannt.

## Lage
Die Gemeinde Abeilhan liegt etwa 13 Kilometer nordöstlich von Béziers und 20 Kilometer nordwestlich der Küstenstadt Agde am Fluss Thongue. Sein Zufluss Lène verläuft knapp außerhalb der westlichen Gemeindegrenze. Umgeben wird Abeilhan von den Nachbargemeinden Pouzolles im Nordwesten und Norden, Margon im Norden, Alignan-du-Vent im Osten, Servian im Süden sowie Coulobres im Westen.

## Bevölkerungsentwicklung
| Jahr                       | 1962 | 1968 | 1975 | 1982 | 1990 | 1999 | 2006 | 2014 | 2020 |
| Einwohner                  | 727  | 762  | 771  | 810  | 917  | 979  | 1217 | 1640 | 1805 |
| Quellen: Cassini und INSEE |      |      |      |      |      |      |      |      |      |

## Sehenswürdigkeiten

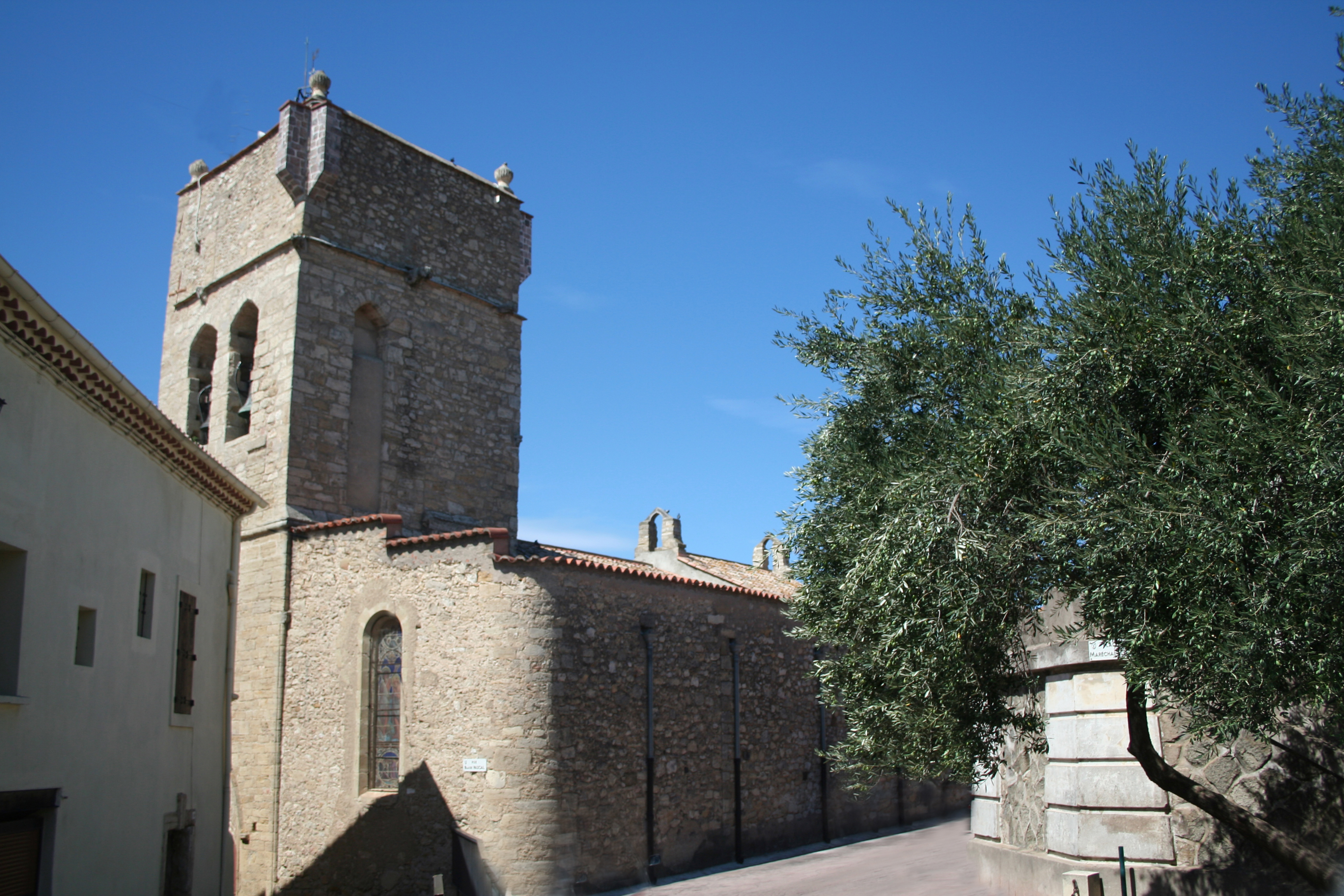
Kirche Notre-Dame-de-Pitié
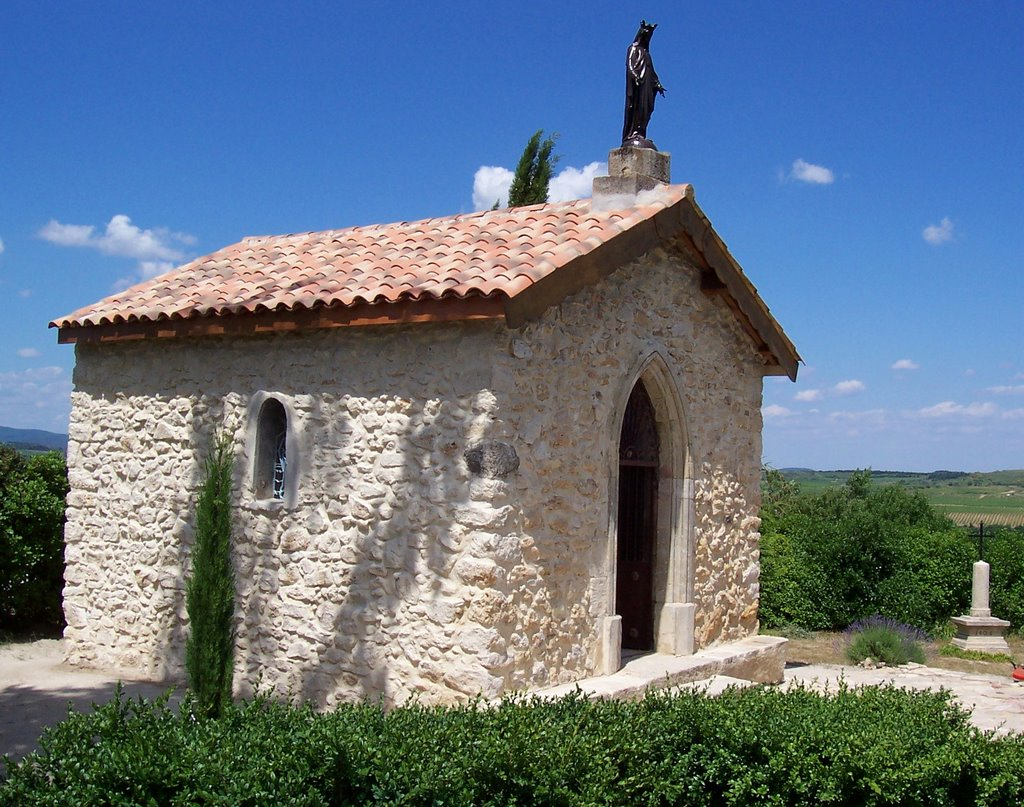
Kapelle Saint-Pierre-Saint-Paul
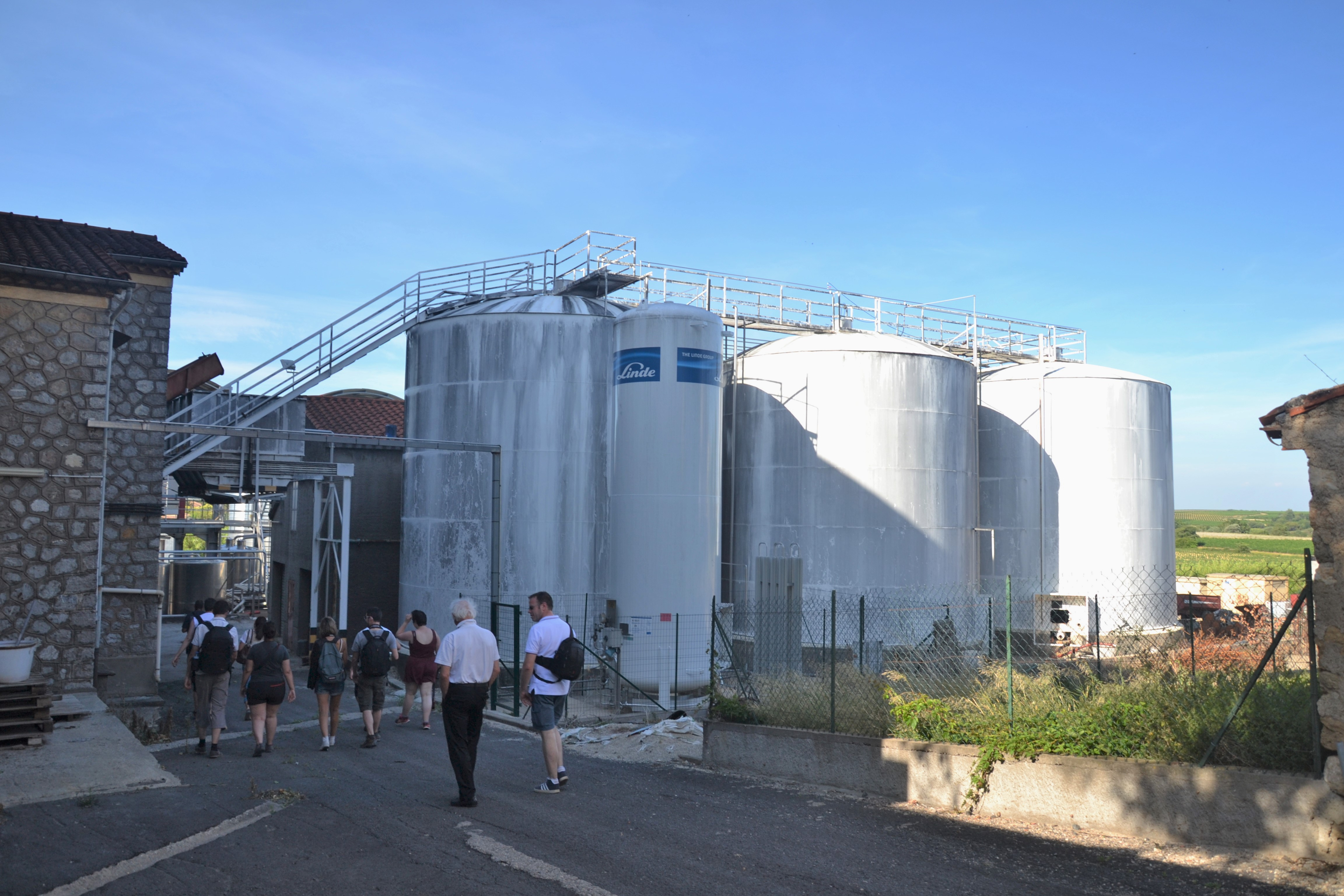
Winzergenossenschaft
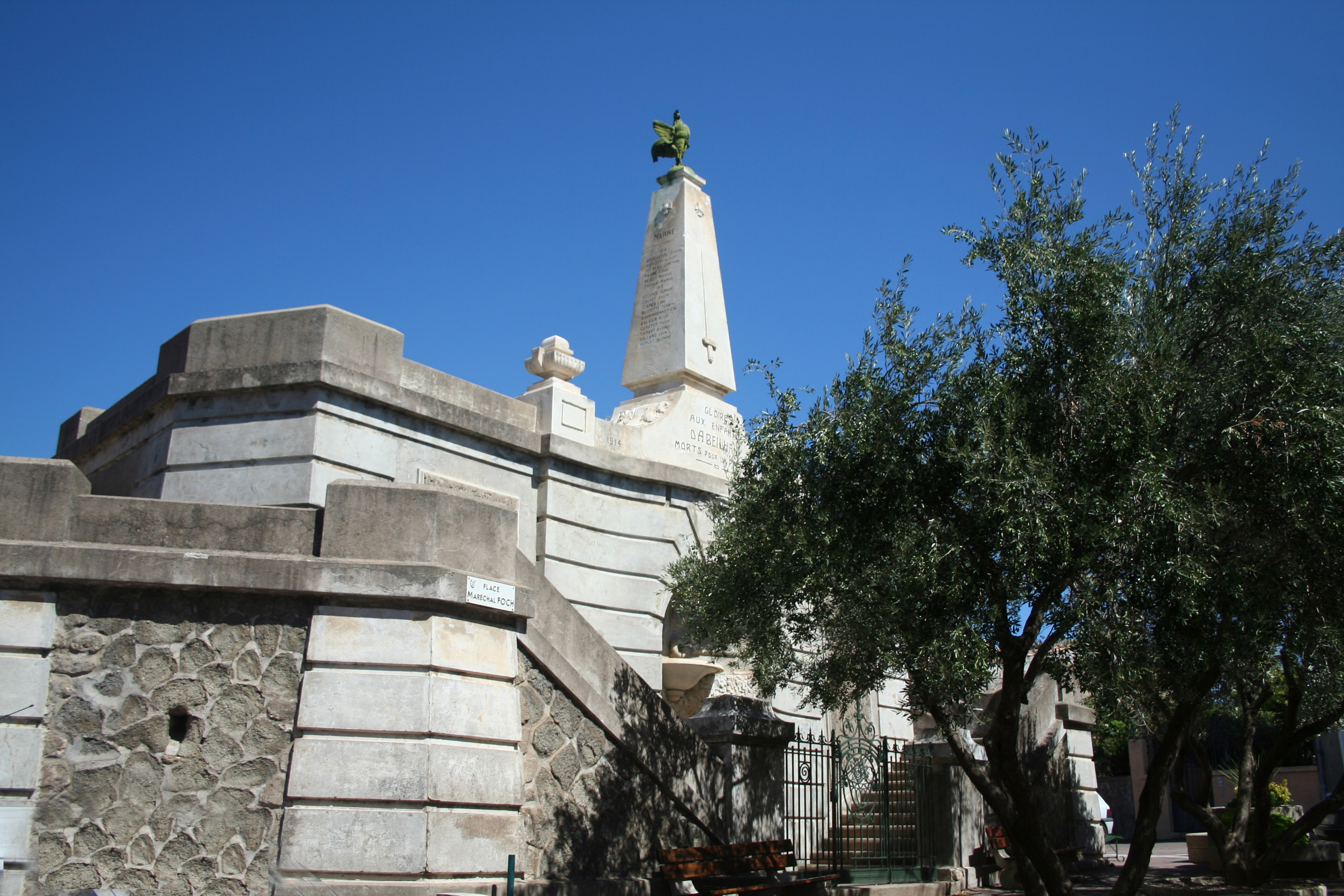
Gefallenendenkmal

- Kirche Notre-Dame-de-Pitié
- Kapelle Saint-Pierre-Saint-Paul
- Winzergenossenschaft
- Gefallenendenkmal

## Persönlichkeiten
- Georges Izard (1903–1973), französischer Rechtsanwalt, Politiker und Mitglied der Académie française